# 젠지노촌
젠지노촌(善師野村)은 일본 아이치현 니와군에 설치되었던 촌이다. 현재의 이누야마시의 북동부에 해당한다.